# Telesur
«Telesur» (с исп. — «La Nueva Televisora del Sur», также «TeleSUR») — латиноамериканский телеканал с главным офисом в Каракасе (Венесуэла), который финансируется властями Венесуэлы, Кубы и Никарагуа. Позиционируется как социалистический аналог испаноязычного американского телеканала CNN en Español.
Создан по инициативе Уго Чавеса в 2005 году, начал вещание 24 июля в годовщину рождения борца за независимость Симона Боливара. С 2014 года начал вещание на английском языке.
Telesur сотрудничает с российским телеканалом RT, китайским CCTV, иранскими Press TV и HispanTV, общеарабским телеканалом Аль-Маядин.

## Оценки
Американский философ и публицист Ноам Хомский писал: «Telesur — больное место для США. У США нет возможности заткнуть ему рот». 
Джеймс Пэйнтер из Института исследований журналистики «Рейтер» в своей работе отмечает, что телеканал Telesur в своих методах работы очень похож на Russia Today. Телеканал используется государством как инструмент внешней политики, транслируя «альтернативный мейнстриму голос», копируя формат телеканала CNN и выбирая новости по определенной повестке, которая поддерживает взгляды властей. Канал также массово использует автоматически созданных пользователей, так называемых интернет-ботов, в своем Twitter канале для влияния на аудиторию.
Ф. Кастро называл его "одним из наиболее серьезных и честных телеканалов нашего многострадального мира“.